# Truebella
Truebella es un pequeño género de anfibios de la familia Bufonidae endémica de las regiones de Ayacucho y Junín, en Perú.

## Especies
Se reconocen las siguientes según ASW:
- Truebella skoptes Graybeal & Cannatella, 1995
- Truebella tothastes Graybeal & Cannatella, 1995